# كاسلفينيا: هارموني أوف ديسبير
كاسلفينيا: هارموني أوف ديسبير (بالإنجليزية: Castlevania: Harmony of Despair)‏ ، هي لعبة فيديو من نوع أكشن ومغامرات، أنتجه كونامي عام 2009م، وصدرت اللعبة على متجرها الإلكتروني، وفي عام 2011م صدرت اللعبة لنظام بلاي ستيشن 3 عن طريق المتجر الإلكتروني، ورسم شخصيات اللعبة هي أيامي كوجيما.